# L'Auberge du Cheval-Blanc
Pour les articles homonymes, voir Cheval blanc.
Versions successives
- (de) Berlin, 1930 (3 actes)
- (fr) Paris, 1968, en 2 actes (adaptation musicale de Paul Bonneau)

Représentations notables
- 1948 à 1968, au théâtre du Châtelet à Paris (1 700 représentations)
- 1985 et 2008, festival de Mörbisch am See

Personnages
- Josefa, patronne de l'auberge
- Léopold, son maître d'hôtel
- Maitre Florès, avocat
- Napoléon Bistagne, négociant marseillais
- Sylvabelle, sa fille
- Piccolo, jeune garçon, aide et confident de Léopold
- Kathi, yodleuse et postière
- Célestin, fils du concurrent de Bistagne
- le professeur Hinzelmann
- Clara, sa fille
- l'empereur François-Joseph

Airs
- L'Auberge du Cheval-Blanc (Benatzky)
- Pour être un jour aimé de toi (Benatzky)
- On a le béguin pour Célestin (Gilbert)
- Tout bleu (Stolz)
- Ah ! mesdames et messieurs (Benatzky)
- Au Joyeux Tyrol (Benatzky)
- Mais quand parut le mois de mai (Benatzky)
- Je vous emmènerai sur mon joli bateau (Profès)
- Mon chant d'amour est une valse (Stolz)
- Adieu, je pars (Stolz)

L'Auberge du Cheval-Blanc (Im weißen Rößl) est une opérette allemande en trois actes de Ralph Benatzky, livret d'Erik Charell, Hans Müller et Robert Gilbert, airs additionnels de Robert Stolz, Robert Gilbert, Anton Profès, Bruno Granichstaedten et Hans Frankowsky, créée le 8 novembre 1930 au Großes Schauspielhaus de Berlin.
Une adaptation en langue française a lieu au théâtre Mogador, à Paris le 1er octobre 1932, livret de Lucien Besnard, lyrics de René Dorin, avec Gabrielle Ristori (Josépha), Georges Milton (Léopold), Fernand Charpin (Bistagne), André Goavec (Florès), Rose Carday (Sylvabelle) et Robert Allard (Célestin). Elle y connaît un immense succès. De 1948 à 1968, elle totalise plus de 1 700 représentations au théâtre du Châtelet.
Une nouvelle version en deux actes est réalisée en 1968 par Jean Valmy et Paul Bonneau. Régulièrement jouée dans les théâtres de province, une reprise est faite au théâtre Mogador en 1999.

## L’œuvre
Au XIXe siècle, Oscar Blumenthal (de) et Gustav Kadelburg (de), auteurs de comédies, firent de fréquents séjours à Sankt Wolfgang im Salzkammergut, petit village de Haute-Autriche.Descendus comme de coutume, à l'hôtel « Im Weiβen Röβl », un jour de 1889, ils eurent l'idée d'écrire une comédie ayant pour cadre ce lieu enchanteur et romantique. Après un succès certain, la comédie Im Weiβen Röβl vieillit et tomba dans l'oubli.
À la fin des années 1920, Erik Charell, futur metteur en scène, régisseur et réalisateur du film Le Congrès s'amuse, redécouvrit la pièce et jugea bon d'en tirer un livret d'opérette en collaboration avec Hans Müller, Robert Gilbert pour les lyrics. La musique est confiée à Ralph Benatzky. Voyant la date fixée pour la première arriver à grands pas, Erik Charell pressait sans cesse le compositeur qui dut finalement faire appel à d'autres musiciens pour compléter la partition. Robert Stolz apporta sa contribution avec trois airs : « Tout bleu, tout bleu », « Mon chant d'amour est une valse » et « Adieu ! Adieu ! ». Robert Gilbert écrit « On a l’béguin» et Anton Profès « Je vous emmenai sur mon joli bateau ». On note aussi la participation de Bruno Granichstaedten et Hans Frankowsky.
Im Weissen Rößl est créé, dans sa version originale en trois actes, le 8 novembre 1930 au Großes Schauspielhaus de Berlin, une salle pouvant accueillir 3 500 spectateurs. C'est Charell lui-même qui assura la mise en scène. Cette première représentation donnée est un triomphe pour les auteurs et pour la célèbre divette viennoise Marianne Kupfer. Deux cents villes européennes auront bientôt le privilège d'applaudir L'Auberge du Cheval Blanc. Elle demeure toujours une des opérettes les plus appréciées du répertoire.
Lors d'un voyage à Londres, en 1932, les frères Isola, directeurs du théâtre Mogador, à Paris, assistent à une représentation de cette opérette qui les emballe aussitôt. Ils en acquirent les droits et confièrent l’adaptation en français à Lucien Bernard et René Dorin. L’ouvrage est monté le 1er octobre 1932 à Mogador. Ce spectacle éblouissant attira immédiatement la grande foule, admirative devant la mise scène inventive d'Erik Charell : nombreux décors luxueux et évocateurs (du peintre Bertin), des costumes chatoyants (dessinés par Stern), l'apparition d'un bateau à aubes et du train à vapeur sur une scène tournante permettant des changements à vue rapides, de nombreux ballets et une distribution de grande classe. Elle réunit Gabrielle Ristori (Josépha) et Georges Milton (Léopold), Fernand Charpin (Bistagne), André Goavec (Florès), Rose Carday (Sylvabelle), Monette Dinay (Clara), Robert Allard (Célestin), Hélène Regelly (Kathy) et Jean Paqui (Piccolo).Ce spectacle connut une première série de 700 représentations. Il revint sur la scène de Mogador en 1935, pour une série écourtée par la faillite des frères Isola. 
L'opérette a été jouée à trois occasions au Monument-National à Montréal par les Variétés lyriques : du 22 au 26 septembre 1938 (troisième saison), du 19 septembre au 1er octobre 1946 (onzième saison) et du 20 janvier au 6 février 1955 (dix-neuvième et dernière saison). 
L'Auberge du Cheval Blanc s'installe au théâtre du Châtelet où elle est accueillie encore plus fastueusement. Pour cette nouvelle production dans un cadre plus large, Maurice Lehmann présente une version rajeunie pour laquelle Paul Bonneau compose un ballet classique (« Le ballet des oiseaux ») et Raymond Fost dessine des décors et des costumes nouveaux. L'Auberge devient l’une des opérettes mascotte du Châtelet. En vingt ans, de 1948 à 1968, elle est montée 4 fois et totalise près de 1700 représentations. 
Dès le 29 septembre 1968, le nouveau directeur du Châtelet, Marcel Lamy, proposa une nouvelle version dont il était l'auteur avec Jean Valmy, avec une adaptation musicale de Paul Bonneau. Il introduisait quatre airs de la partition originale mais jamais interprétés en français, dus à Bruno Granichstaedten et Hans Frankowsky : « Je ne sais pourquoi », « Toi, moi », « L'amour est un feu de joie » et « Alléluia ». Ce dernier air, dévolu à Léopold, n'est pas toujours chanté, de nos jours, par les titulaires du rôle. Une fois encore, le succès ne se démentit pas (332 représentations).
L’Auberge du Cheval-Blanc a encore une petite histoire parisienne pour des reprises honnêtes peut-être, mais qui ne bénéficiaient pas des moyens mis en œuvre précédemment : Mogador 1981 avec Arta Verlen et Francis Joffo ; Eldorado 1987 avec Françoise Peyrol ou Sophie Norton et Jean Bonato. L’Auberge du Cheval-Blanc a fait son retour à Mogador en 1999 dans une version revue et corrigée, « rajeunie » et raccourcie, dans une mise en scène contestable de Jacques Duparc. Le texte fait l'objet de nombreuses coupures, mais surtout, un certain nombre des scènes qui font le succès de l'opérette disparaissent : l'arrivée du bateau, du train, le grand défilé et le ballet des oiseaux…
L’Auberge du Cheval-Blanc fait l'objet de nombreuses reprises, essentiellement en France, en Belgique, en Allemagne et en Autriche. En 1985 et 2008, le célèbre festival de Mörbisch am See (Autriche) a présenté Im Weiβen Röβl dans des mises en scène spectaculaires et somptueuses sur le lac de Neusiedl. Il existe également des adaptations plus ou moins réussies et originales : au cirque à Toulouse en 2003, au cabaret à Berlin en 2013 ou encore dans un décor unique de François Schuiten à Liège en 2012 (Reprise en 2015).
Il existe sept versions cinématographiques de L'Auberge du Cheval Blanc. La plus célèbre est celle de 1960, réalisée par Werner Jacobs avec Peter Alexander. La plus récente, résolument « modernisée », est celle de Christian Theede, sortie en Allemagne en 2013.
Pour réussir un tel succès, Benatzki et ses collègues ont su opérer la synthèse entre l'opérette viennoise, le folklore tyrolien et le cabaret berlinois. La spontanéité mélodique, le rythme simple et sensuel charpentent une musique populaire sans fadeur ni vulgarité.

## Argument
Léopold, maître d'hôtel à l'auberge du Cheval blanc, est éperdument amoureux de sa patronne, Josefa. Mais celle-ci le rabroue constamment, n'ayant d'yeux que pour un de ses fidèles clients, l'avocat Guy Florès. Quand arrive à l'auberge le Marseillais Napoléon Bistagne, accompagné de sa fille Sylvabelle, Léopold le prend immédiatement en sympathie, car Bistagne est en procès pour une sombre affaire de brevet plagié, et l'avocat de son adversaire est justement maître Florès.
Léopold offre aux Bistagne père et fille la chambre réservée par maître Florès, au grand dam de sa patronne, puis favorise une idylle naissante entre Florès et Sylvabelle. Excédée des empiètements de son maître d'hôtel dans sa vie privée, Josefa congédie Léopold. Mais voici que l'empereur annonce sa visite à l'auberge. Josefa, paniquée, rappelle Léopold, qui, malgré quelques gaffes, prend en charge le séjour de l'empereur.
Lors d'un entretien avec Josefa, le monarque explique à l'hôtelière que dans la vie, on ne peut pas toujours obtenir ce qu'on désire, et qu'elle devrait oublier Florès pour répondre à l'amour de Léopold. Tout se terminera par un triple mariage : Josefa et Léopold, Florès et Sylvabelle, Célestin et Clara.

## La partition (version française)

### Acte I
- Introduction et tyrolienne (Kathi, Piccolo)
- Arrivée des touristes (Chœur, Cook, Picolo)
- Entrée de Léopold « Ah ! Mesdames et Messieurs »
- « Pour être un jour aimé de toi » (Léopold, Josépha)
- Chœur : arrivée du bateau
- « La bonne auberge du Cheval-Blanc » (Florès, Josépha)
- Chœur « O ma vache, ma belle vache »
- « Tout bleu » (Florès, Sylvabelle)
- Chœur du marché et Léopold-Josépha : « Ce frais bouquet de fleurs des bois »
- « Adieu, Adieu » (Léopold)
- « Je vous emmènerai sur mon joli bateau » (Florès, Sylvabelle)
- « Au joyeux Tyrol » (Josépha) et final I.

### Acte II
- « On a l’béguin » (Célestin)
- « Mais quand paru le mois de mai » (Clara, Célestin)
- « Mon chant d’amour est une valse » (Sylvabelle, Florès)
- Conseil municipal
- « Il est un p’tit peu chlass » (Léopold)
- Défilé et réception de l’Empereur
- « Oubliez l’audace de cet exalté » (Josépha)
- Chorale de Saint-Wolfgang « Plus bas, plus bas »
- « Ainsi va la vie » (L’empereur parlé sur fond musical)
- « La bonne auberge du Cheval Blanc » (Florès)
- « Ainsi va la vie » (Josépha)
- « Pour être un jour aimé de toi » (Léopold)
- Final

## Discographie sélective
- (de) Wiener Operetten Orchester, Georg Walter (dir.) - Concert Hall MMS-2202 (33 tours)
- (fr) Intégrales :
  - Luc Barney (Léopold), Colette Riedinger (Josefa), Fernand Sardou (Bistagne), Huguette Boulangeot, Bernard Plantey, Félix Nuvolone (dir.) - Carrère 67 685 - réed. CD Universal-Accord 465 880-2
  - Andrine Forli, Janine Ervil, Bourvil (Léopold), Michel Dens (Florès), Michel Galabru (Bistagne), orchestre de la Société des concerts du Conservatoire, Félix Nuvolone (dir.) - EMI C 161 12087/8 - rééd. CD 574070 2
  - Eliane Varon, Pierrette Delange, Christian Borel, Micaël Piéri, Jo Moutet (dir.) - Festival 251

- (fr) Extraits :
  - Marcel Merkès (Guy Florès), Paulette Merval (Josefa/Sylvabelle), Jack Claret, Jacques Matehen (dir.) - CBS 63 457
  - Grand orchestre de la radio de Vienne, Heinz Sandauer (dir.) - Philips N 76.040 R (33 tours) + Le Pays du sourire (ext.)